# 엘리즈 크롬베
엘리즈 크롬베(Élise Crombez, 1982년 7월 24일 ~ )는 벨기에의 모델이다.